# Stemmops forcipus
Stemmops forcipus là một loài nhện trong họ Theridiidae.
Loài này thuộc chi Stemmops. Stemmops forcipus được Chuandian Zhu miêu tả năm 1998.